# Jan Bombek
Jan Bombek, slovenski smučarski skakalec, * 4. december 2001.
Z treningi je začel v Vizorah, v tem klubu je postal tudi državni podprvak do 9 let. Poleg Timija Zajca v tem klubu nekaj časa treniral tudi nordijsko kombinacijo. Nato je zamenjal klub in se preselil v SSK Velenje. Tako njegov trener ni bil več Stanislav Grm, ampak Darko Kaligaro. Kasneje je zamenjal klub, sedaj je član SSK Ljubno in spet klubski kolega Timija Zajca. Od takrat naprej ne trenira več teka na smučeh. Bil je državni prvak v kategoriji do 15 let v nordijski kombinaciji. Leta 2024 je končal kariero.
Največji uspeh je dosegel na mladinskem svetovnem prvenstvu leta 2020 v Oberwiesenthalu, kjer je bil zlat na ekipni tekmi ter bronast na tekmi mešanih ekip in tudi leta 2019 v Lahtiju na ekipni tekmi. Tudi leta 2021 je z ekipo dosegel medaljo na mladinskem svetovnem prvenstvu.